# Alex Tanguay
Alex Tanguay (né le 21 novembre 1979 à Sainte-Justine, dans la province de Québec au Canada) est un joueur professionnel canadien de hockey sur glace.

## Carrière
De 1996 à 1999, il fait partie de l'organisation des Mooseheads d'Halifax dans la Ligue de hockey junior majeur du Québec (LHJMQ). Il est repêché par l'Avalanche du Colorado lors du repêchage d'entrée dans la LNH 1998, à la 12e position. En 1999, il débute avec cette équipe dans la Ligue nationale de hockey (LNH). Il remporte la Coupe Stanley en 2001.
Le 24 juin 2006, lors du repêchage de la LNH, il est échangé aux Flames de Calgary en retour du défenseur Jordan Leopold, ainsi que des choix aux repêchages de 2006 et de 2007 ou 2008. Au cours de cette saison, il atteint un sommet personnel de 81 points.
Le 20 juin 2008, le jour du repêchage de la LNH, il est échangé aux Canadiens de Montréal contre un choix de première ronde 2008 (25e) devenu Greg Nemisz et un de 2e ronde au repêchage 2009. Montréal obtient le choix de 5e rondes 2008 devenu Maxim Trunev. Il porte le numéro 13, après plusieurs années de désir, ne pouvant choisir ce numéro dans l'uniforme de l'Avalanche et des Flames.
Il signe un contrat en tant qu'agent libre avec le Lightning de Tampa Bay en septembre 2009, contrat négocié par David Ettedgui, selon La Presse (Montréal), et passe une saison avec l'équipe floridienne avant de retourner avec les Flames le 1er juillet 2010.
Le 27 juin 2013, il est échangé avec Cory Sarich à son ancienne équipe, l'Avalanche, en échange de David Jones et Shane O'Brien.
À la date limite des transactions 2016, l'Avalanche l'échange avec les droits de négociations de Conner Bleackley et de Kyle Wood, aux Coyotes de l'Arizona en échange de Mikkel Boedker.
Le 30 juin 2021, Alex Tanguay est nommé entraîneur adjoint dans l'organisation des Red Wings de Détroit.

## Parenté dans le sport
Il a un frère, Maxime Tanguay, repêché par les Blackhawks de Chicago en 2007.

## Statistiques de carrière

### En club
| Saison     | Équipe                 | Ligue      |       | Saison régulière | Saison régulière | Saison régulière | Saison régulière | Saison régulière |    | Séries éliminatoires | Séries éliminatoires | Séries éliminatoires | Séries éliminatoires | Séries éliminatoires |
| Saison     | Équipe                 | Ligue      | PJ    | B                | A                | Pts              | Pun              | PJ               | B  | A                    | Pts                  | Pun                  |                      |                      |
| 1996-1997  | Mooseheads d'Halifax   | LHJMQ      | 70    | 27               | 41               | 68               | 50               | 12               | 4  | 8                    | 12                   | 8                    |                      |                      |
| 1997-1998  | Mooseheads d'Halifax   | LHJMQ      | 51    | 47               | 38               | 85               | 32               | 5                | 7  | 6                    | 13                   | 4                    |                      |                      |
| 1998-1999  | Mooseheads d'Halifax   | LHJMQ      | 31    | 27               | 34               | 61               | 30               | 5                | 1  | 2                    | 3                    | 2                    |                      |                      |
| 1998-1999  | Bears de Hershey       | LAH        | 5     | 1                | 2                | 3                | 2                | 5                | 0  | 2                    | 2                    | 0                    |                      |                      |
| 1999-2000  | Avalanche du Colorado  | LNH        | 76    | 17               | 34               | 51               | 22               | 17               | 2  | 1                    | 3                    | 2                    |                      |                      |
| 2000-2001  | Avalanche du Colorado  | LNH        | 82    | 27               | 50               | 77               | 37               | 23               | 6  | 15                   | 21                   | 8                    |                      |                      |
| 2001-2002  | Avalanche du Colorado  | LNH        | 70    | 13               | 35               | 48               | 36               | 19               | 5  | 8                    | 13                   | 0                    |                      |                      |
| 2002-2003  | Avalanche du Colorado  | LNH        | 82    | 26               | 41               | 67               | 36               | 7                | 1  | 2                    | 3                    | 4                    |                      |                      |
| 2003-2004  | Avalanche du Colorado  | LNH        | 69    | 25               | 54               | 79               | 42               | 8                | 2  | 2                    | 4                    | 2                    |                      |                      |
| 2004-2005  | HC Lugano              | LNA        | 6     | 3                | 3                | 6                | 4                | -                | -  | -                    | -                    | -                    |                      |                      |
| 2005-2006  | Avalanche du Colorado  | LNH        | 71    | 29               | 49               | 78               | 46               | 9                | 2  | 4                    | 6                    | 12                   |                      |                      |
| 2006-2007  | Flames de Calgary      | LNH        | 81    | 22               | 59               | 81               | 44               | 1                | 1  | 0                    | 1                    | 2                    |                      |                      |
| 2007-2008  | Flames de Calgary      | LNH        | 78    | 18               | 40               | 58               | 48               | 7                | 0  | 4                    | 4                    | 4                    |                      |                      |
| 2008-2009  | Canadiens de Montréal  | LNH        | 50    | 16               | 25               | 41               | 34               | 2                | 0  | 1                    | 1                    | 2                    |                      |                      |
| 2009-2010  | Lightning de Tampa Bay | LNH        | 80    | 10               | 27               | 37               | 32               | -                | -  | -                    | -                    | -                    |                      |                      |
| 2010-2011  | Flames de Calgary      | LNH        | 79    | 22               | 47               | 69               | 24               | -                | -  | -                    | -                    | -                    |                      |                      |
| 2011-2012  | Flames de Calgary      | LNH        | 64    | 13               | 36               | 49               | 28               | -                | -  | -                    | -                    | -                    |                      |                      |
| 2012-2013  | Flames de Calgary      | LNH        | 40    | 11               | 16               | 27               | 22               | -                | -  | -                    | -                    | -                    |                      |                      |
| 2013-2014  | Avalanche du Colorado  | LNH        | 16    | 4                | 7                | 11               | 4                | -                | -  | -                    | -                    | -                    |                      |                      |
| 2014-2015  | Avalanche du Colorado  | LNH        | 80    | 22               | 33               | 55               | 40               | -                | -  | -                    | -                    | -                    |                      |                      |
| 2015-2016  | Avalanche du Colorado  | LNH        | 52    | 4                | 18               | 22               | 24               | -                | -  | -                    | -                    | -                    |                      |                      |
| 2015-2016  | Coyotes de l'Arizona   | LNH        | 18    | 4                | 9                | 13               | 8                | -                | -  | -                    | -                    | -                    |                      |                      |
| Totaux LNH | Totaux LNH             | Totaux LNH | 1 088 | 283              | 580              | 863              | 527              | 98               | 19 | 40                   | 59                   | 42                   |                      |                      |

### En équipe nationale
Il a représenté le Canada en sélection jeune au niveau international.
| Année | Compétition                 |   | PJ | B | A | Pts | Pun      |  | Résultat |
| 1998  | Championnat du monde junior | 7 | 2  | 1 | 3 | 2   | 8e place |  |          |